# 밴쯔
밴쯔(본명: 정만수)는 먹방을 주요 콘텐츠로 하는 대한민국의 유튜브 크리에이터다.

## 콘텐츠
많은 양의 음식을 먹는 것으로 유명하며, 많은 양의 음식을 먹기 위해 하루 평균 8시간 이상 운동을 한다고 밝혀 화제가 되기도 했다. 또한 리액션이 과하지 않고, 욕을 하지 않는 깔끔한 방송 매너로 인기가 많다. 2016년 아프리카TV에서 대상을 타는 등 아프리카TV에서 주로 활동을 하였으나, '아프리카TV 갑질 사태' 이후 유튜브로 전향하였다. 

## 논란

### 다이어트 보조제 허위 광고
2017년, 자신의 유튜브에다가 사업을 구상하고 있다는 영상이 올라왔는데, 자신의 몸관리에 도움이 된 다이어트 보조제를 소개한다는 영상인데, 거기서 허위광고 사실로 알려져 논란이 되었다. 이 사건으로 인해 2019년 7월 18일, 대전지방검찰청에서 징역 6개월을 구형받았다. 대전지방법원 형사5단독 서경민 판사는 2019년 8월 12일 월요일 ‘잇포유’에 대한 선고심에서 벌금 500만 원을 각각 선고했다.

## 방송활동
- 2016년 SBS 《동상이몽, 괜찮아 괜찮아》
- 2016년 tvN 《예능인력소》
- 2018년 JTBC 《랜선라이프》
- 2019년 MBN 《속풀이쇼 동치미》
- 2019년 OGN 《켠김에 왕까지》